# Rio Jauru
O rio Jauru é um rio brasileiro da Bacia do rio Paraguai do estado de Mato Grosso.
O rio deu origem ao nome da cidade homônima.

## Geografia
O rio nasce na Chapada dos Parecis, próximo ao nascente do rio Guaporé e de vários rios do curso alto do rio Juruena. O rio Jauru corre em direção sul, passando pelo município de Porto Esperidião, então gira para direção sudeste para desembocar na margem direita do rio Paraguai cerca de 61 km abaixo da cidade de Cáceres, no que compreende o 497 km do Rio Paraguai já na área do Pantanal.
Ao longo do curso do rio, foram construídas 4 PCHs, além da UHE Jauru.

## História
Nos tempos da antiga Capitania de Mato Grosso, houve uma intensa movimentação no rio Jauru, pois este era um dos rios que servia de via de transporte para a antiga capital mato-grossense Vila Bela da Santíssima Trindade.
O rio Jauru foi um dos melhores identificados limites específicos entre América Espanhola e América Portuguesa, e para isto ergueu-se um monumento conhecido como Marco do Jauru. A peça arquitetônica, seccionada em duas partes, portuguesa e espanhola, foi erigida com a finalidade de demarcar a fronteira territorial, estabelecida pelo Tratado de Madri, entre os domínios espanhóis e portugueses na América do Sul, e selou o fim das disputas territoriais entre os dois países na América.